# Felice Pomeranz
Felice Pomeranz (* 5. Juli 1957 in Encino, Kalifornien) ist eine US-amerikanische Harfenistin und Hochschullehrerin.

## Musikalischer Werdegang
Pomeranz studierte am New England Conservatory of Music (NEC), wo sie ihr Harfenstudium mit dem Titel B.M. und ihr anschließendes Jazz-Studium als erste Harfenistin mit dem M.M.-Titel abschloss. Sie studierte bei Margaret Ling, Marjorie Call und Bernard Zighera und war Fellow des Tanglewood Music Centers.
Pomeranz tourt solo wie auch gemeinsam mit anderen Jazz-Künstlern durch mehrere Kontinente.
Pomeranz ist Mitglied im Vorstand des Bostoner Verbandes der American Harp Society. 1982 gründete sie das Netzwerk „The Gilded Harps“ in New England. Sie ist Associate Professor am Berklee College of Music in Boston und lehrt in der Harfenabteilung des Boston Conservatory. Pomeranz ist Urheberin verschiedener Alben und Tonträger für den Harfenunterricht.

## Diskografie
- Felice Pomeranz Jazz Quartet – Tomorrow's Dream (Album, 2001)
- Felice Pomeranz Jazz Quartet – Felicidade (Album)
- Felice Pomeranz – Jazzy Beginnings: An Introduction to Jazz Harp (Lern-DVD)
- Felice Pomeranz Jazz Quartet – Harp in the Band (Lern-CD)
- Felice Pomeranz, Matt Marvuglio – A Gilded Christmas (Album)